# Мута Дейлеми
Мута Дейлеми — царь дейлемитов в VII веке, который сражался с арабами в сражении при Ваджруде, где был убит.

## История
В 636 году Мута Дейлеми участвовал в битве при Кадисии и после поражения иранских войск вернулся в Дейлем. 
В 642 году, когда арабы после победы при Нехавенде стали продвигаться на север, стремясь подчинить Хамадан и Рей, Мута отправил письмо Фархану (правителю Рея) и Эсфандиару (племяннику Рустама Фаррохзада и губернатору Азербайджана) и предложил им помощь в войне с мусульманскими завоевателями. 
В сражении при Ваджруде, севернее Хамадана, в разгар сражения Мута Дейлеми, лично орудовавший на поле боя мечом, был убит.